# Mammola
Mammola – miejscowość i gmina we Włoszech, w regionie Kalabria, w prowincji Reggio Calabria.
Według danych na rok 2004 gminę zamieszkiwało 3381 osób, 42,3 os./km².

## Miasta partnerskie
- Mezdra